# Bojevanje v zaprtih prostorih
Bitka v zaprtih prostorih je poseben način bojevanja, ki ga uporabljajo ustrezno opremljene policijske in vojaške enote za pregled zgradb in bojevanje znotraj njih. Gre za sorazmerno nov način bojevanja, ki se je začel razvijati po 1. svetovni vojni, v večji meri pa se je začel uporabljati v 2. svetovni vojni in po njej. Največji napredek na tem področju je bil storjen s pojavom terorizma.
V zadnjem času je učenje boja v zaprtih prostorih postalo tudi obvezno za konvencionalne vojaške enote, saj se vedno več bojev odvija v naseljenih predelih.

## Značilnosti boja v zaprtih prostorih
- Majhne razdalje
- Omejen prostor
- Zahtevnejša konfiguracija prostora
- Možnost prisotnosti neoboroženih oseb
- Težje pridobivanje obveščevalnih podatkov

## Osnove boja v zaprtih prostorih

### Posebnost zaprtih prostorov
Značilnost zaprtih prostorov je zahtevna konfiguracija in dostikrat tudi pomanjkanje prostora, kar vpliva tako na pridobivanje obveščevalnih podatkov kot tudi na gibanje ekipe, ki vstopi v zaprt prostor. Ti prostori ponujajo precej zaklonov, ki jih lahko koristi ekipa, kot tudi nasprotnik. 
Pri posredovanju v zaprtih prostorih je vedno potrebno računati na prisotnost civilistov, zato je nujna uporaba neubojnih sredstev, ravno tako je poseben poudarek potrebno dati ravnanju s strelnim orožjem. Krogle se lahko odbijejo od sten, lahko pa tudi prebijejo šibkejše ovire (okna, vrata, tanjše stene), kar lahko ogrozi tako civiliste, kot ekipo.

### Principi boja v zaprtih prostorih
Presenečenje
Presenečenje je najpomembnejši element boja v zaprtih prostorih, ker daje nasprotniku minimalno oz. nič možnosti za uspešen protinapad. Pri tem se do začetka akcije teži k tihemu premikanju, ki naj ga nasprotnik ne bi opazil, dokler se ena ali več ekip ne premakne na ustrezno mesto, od koder lahko izvedejo uspešen napad.
Pri tem se precej uporabljajo tudi ustrezna izbira smeri napada, časa za napad (npr. ko nasprotnik spi), metode za preusmerjanje pozornosti in uporaba metod za ustvarjanje zmede in zastraševanja (eksploziv, neubojne granate, itd).
Hitrost
Hitrost omogoča moštvu, ki vstopi v zgradbo ali prostor, prednost, ki je bila dosežena z uporabo presenečenja. Pri tem je seveda potrebna pazljivost, saj hitrost ne sme biti prevelika za izvedbo kontrolirane in nemotene akcije. Tekoča akcija je po navadi bolj pomembna kot sama hitrost.
Agresivna akcija
Odločna akcija nevtralizira nasprotnika tako, da mu daje čim manjše možnosti za protinapad. Je močno odvisna od presenečenja in hitrosti, saj brez slednjih elementov ne more uspeti.

## Taktika boja v zaprtih prostorih

### Zbiranje obveščevalnih informacij
Po prihodu je potrebno najprej zbrati informacije, ki kasneje pomagajo k uspešni izvedbi akcije. Potrebno je pridobiti vsaj načrt objekta in informacije o številu, položaju in izurjenosti nasprotnikov. Pridobivanje teh informacij lahko opravijo izvidniki, katerih prisotnost ne sme biti odkrita, z napredkom tehnike pa so večjo veljavo pridobila tudi tehnična sredstva (daljnogledi, kamere, itd). 
S pomočjo teh podatkov se določi najboljši način pristopa in vstopa v zgradbo oz. prostor, morebitne nevarnosti in vrstni red čiščenja posameznih prostorov.

### Vstop in premikanje
Začetno gibanje ekipe je po navadi previdno, sistematično in čim tišje. Pri tem se uporablja prikrito gibanje, tiha metoda vstopa, načini za preusmerjanje pozornosti nasprotnika in uporaba posebne opreme. Ta metoda omogoča sprotno zbiranje obveščevalnih podatkov, uporablja pa se v naslednjih primerih:
- Nasprotnik še ni odkril ekipe
- Majhno število nasprotnikov
- Večji prostori ali zgradbe
- Položaj nasprotnika ni točno znan
- Situacija s talci

Če ekipa ostane neodkrita, se lahko premakne na taktično ugoden položaj, iz katerega lahko izvede uspešno akcijo. Če nasprotnik ekipo opazi prej, lahko ekipa izkoristi element presenečenja in izvede precej uspešen napad.
Teži se tudi k premikanju iz vrha zgradbe navzdol, saj je na ta način potek akcije lažji.

### Dinamični napad
Nasprotje tihe metode je t. i. dinamični napad, ki se uporabi, ko je položaj nasprotnika dobro znan oz. uporabo te metode zahteva taktična situacija (npr. premoč nasprotnikov ali neposredna nevarnost za talce ali ekipo). Pri tej metodi gre za hitro in koordinirano akcijo, ki se po navadi izvede iz več strani (če je možno) in z uporabo presenečenja in preusmerjanja pozornosti. 
Vstop v prostor se izvede čim hitreje, glede na velikost in konfiguracijo prostora pa se po navadi izvede z 2 - 4 člani. Zaprta vrata se ruši z uporabo ovna ali z eksplozivom. Možen pa je tudi vpad skozi okna ali stene, ki omogoča dodaten element presenečenja, saj nasprotniki v prostoru navadno pričakujejo vstop skozi vrata. Ob vstopu se po navadi uporabljajo tudi posebne granate, ki z močnim bliskom in pokom zmedejo nasprotnika. 

Ekipa je največji nevarnosti izpostavljena pri vstopu, ker je pri tem zaradi omejene širine vstopne točke najbolj izpostavljena morebitnemu nasprotnikovemu ognju. S kontinuirano akcijo in ofenzivnim načinom delovanja ekipa pokrije prostor, dokler ne prevzame nadzora, pri čemer mora vsak član ekipe pokriti svoj del prostora. Nadzor nad prostorom in nevtralizacija nasprotnikov morata biti dosežena v čimkrajšem času (ne daljši od 3 - 5 sekund), zato se gibanje ekipe ne sme ustaviti.
Metod vstopa in čiščenja prostora je precej, ekipa pa se po navadi odloči za vnaprej dogovorjeno gibanje in posameznih članov ali pa se prilagaja taktični situaciji (položaj nasprotnikov, konfiguracija prostora). Vsak od članov ekipe vstopi v nasprotno smer prostora, kot tisti pred njim. Pri veliki večini teh razvrstitev je velik poudarek na takojšnjem pokritju najbližjih kotov (takoj ob točki vstopa) v prostoru, saj je to najverjetnejša lokacija, kjer nasprotniki lahko postavijo zasedo ekipi, ki vstopa. Zaradi konfiguracije prostorov, ovir in nepredvidenih dogodkov je možnost napake pri dinamičnem vstopu večja.
V večjih spopadih, kjer je večja možnost dobro pripravljenih nasprotnikov in miniranih vstopnih točk, se namesto dinamične metode uporablja bolj sistematičen pristop. Pri tem se teži k pregledu čimvečjega dela prostorov in eliminaciji morebitnih nasprotnikov brez vstopa v prostor, ob vstopu v prostor pa se nato pokrijejo mrtve točke, ki jih z zunanje strani ni možno pregledati.